# Camerán
Camerán, también conocida como Canimerán, es una isla situada en Filipinas, adyacente a la de Paragua, en el grupo de Balábac.
Administrativamente forma parte del barrio del mismo nombre   del municipio filipino de Balábac  de tercera categoría perteneciente a la provincia  de Paragua en  Mimaro,  Región IV-B de Filipinas.

## Geografía
Esta isla, junto con las de  Patongón o Patongong y de  Dalahicán, se encuentra situada al sur de Isla de La Paragua, frente al cabo de Buliluyán, entre las islas de Bancalán, al sur, y de Pandanán al este.
Esta isla tiene una extensión superficial de aproximadamente 0,26 km², 330 metros de largo, en dirección norte-sur, y unos 220 metros de ancho. Dista 2.780 metros de Pandanán, cabo Manas; 3.200 metros de Patongón y 4.240 metros de Dalahicán.